# Camblain-l'Abbé
Camblain-l'Abbé é uma comuna francesa na região administrativa de Altos da França, no departamento de Pas-de-Calais. Estende-se por uma área de 5,61 km². Em 2010 a comuna tinha 784 habitantes (densidade: 139,8 hab./km²).